# Rundsenden
Rundsenden (englisch multi address calling) ist in der Nachrichtentechnik eine Bezeichnung für eine Übermittlung derselben Information an mehrere Anschlüsse eines Nachrichtennetzes. Es ist ein vermittlungstechnisches Leistungsmerkmal.
Die Übermittlung an die verschiedenen Anschlüsse kann gleichzeitig oder nacheinander beginnen. Die Zielinformationen (z. B. Rufnummern) werden dem Nachrichtennetz in der Regel in festgelegter Form beim Verbindungsaufbau mitgeteilt oder sind dem Nachrichtennetz durch Vereinbarung bekanntgegeben. Kombinationen mit anderen Leistungsmerkmalen wie Kurzwahl oder Direktruf sind möglich.